# Sabirabad (quận)
Sabirabad (tiếng Azerbaijan:Sabirabad) là một quận thuộc Azerbaijan. Dân số thời điểm năm 2012 là 136933 người.